# Isla Shag
La isla Shag es una pequeña isla ubicada en la costa centro-norte de la Provincia de Santa Cruz (Argentina). Su ubicación geográfica es a 40 kilómetros al sur de la ciudad de Puerto Deseado, y a aproximadamente 1,5 kilómetros de la costa continental. Se encuentra en el extremo sur de la bahía de los Nodales, frente a la punta Medanosa, y a 1 kilómetro de la isla Liebres. Sus dimensiones aproximadas son 400 metros en sentido norte-sur por 200 metros en sentido este-oeste.

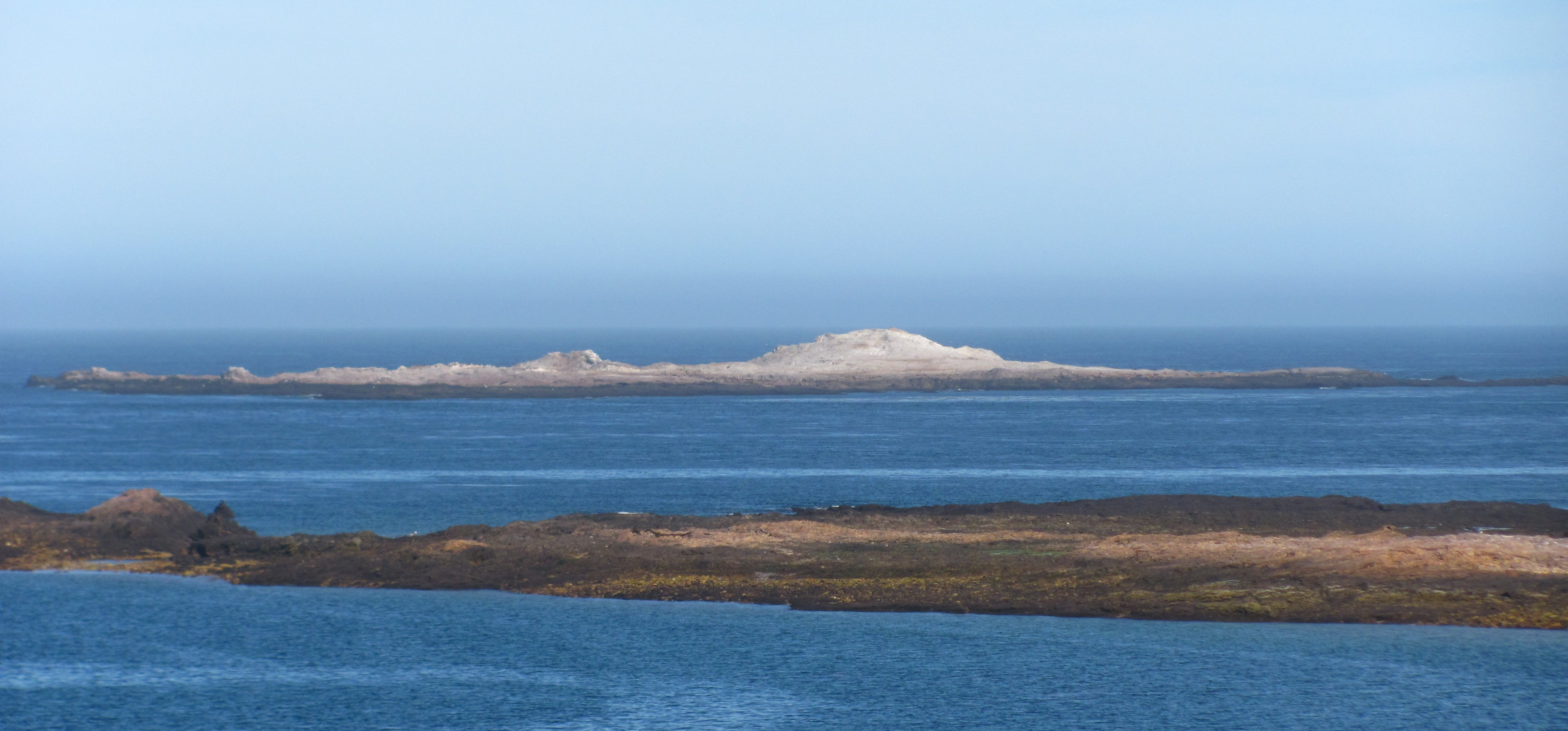
Vista de la isla Shag con marea baja.

Se trata de una isla rocosa que presenta restingas en sus costas. Se caracteriza por la existencia de colonias de cría de cormorán imperial (Leucocarbo atriceps). A partir de esta colonia se han generado acumulaciones de guano (que se estiman podrían llegar a 21 toneladas por temporada) las cuales han sido explotadas comercialmente durante la década de 1950. También existe una colonia reproductiva de lobo marino de un pelo (Otaria flavescens).